# ولمبوتل
ولمبوتل (به آلمانی: Welmbüttel) یک شهر در آلمان است که در دیمارشن واقع شده‌است. ولمبوتل ۴۶۱ نفر جمعیت دارد.